# Alice Hamilton
Alice Hamilton (ur. 27 lutego 1869, zm. 22 września 1970) – amerykańska bakteriolog, pierwsza kobieta która wykładała na Harvardzie. Była również ekspertem do spraw medycyny pracy oraz pionierem w dziedzinie toksykologii.

## Życiorys
Badała szkodliwość metali przemysłowych i związków chemicznych mających wpływ na ludzkie ciało. W latach 1924–1930 była jedyną kobietą zasiadającą w Komitecie Zdrowia Ligi Narodów.
W 1973 została włączona do U.S. National Women’s Hall of Fame.